# Келіменешть (Васлуй)
Келіменешть, Келіменешті (рум. Călimănești) — село у повіті Васлуй в Румунії. Входить до складу комуни Пуєшть.
Село розташоване на відстані 251 км на північний схід від Бухареста, 27 км на південний захід від Васлуя, 74 км на південь від Ясс, 128 км на північ від Галаца.

## Населення
За даними перепису населення 2002 року у селі проживали 395 осіб, усі — румуни. Усі жителі села рідною мовою назвали румунську.